# Adriana Parente
Adriana Soares Parente (nascida em 14 de abril de 1980), conhecida como Drika, é uma jogadora de futebol profissional brasileira que atua como zagueira no clube Legião FC, da Série A3. Ela foi membro da Seleção Brasileira Feminina. 

## Carreira internacional
Drika foi convocada para a Seleção Brasileira Feminina de Futebol em 2000 e em 2009.

### Controvérsia
De 2008 a 2016, Drika fez aparições pela Guiné Equatorial, apesar de não ter nenhuma ligação com a nação africana. Ela foi membro das equipes que venceram duas edições da Copa das Nações Africanas Femininas (2008 e 2012).  Em 5 de outubro de 2017, ela e outras nove jogadoras brasileiras foram declaradas pela FIFA como inelegíveis para jogar pela Guiné Equatorial.